# Wigan Barlow Motors
Die Wigan-Barlow Motors Ltd. war ein britischer Automobilhersteller, der von 1922 bis 1923 in Coventry (Warwickshire) ansässig war.
Den Wigan-Barlow gab es mit verschiedenen Vierzylindermotoren, z. B. mit 1368 cm³ von Coventry-Simplex, mit 1496 cm³ von Meadows oder mit 1795 cm³ ebenfalls von Meadows. Große Stückzahlen erreichte keine der Versionen.